# Îles Pickersgill
Pour les articles homonymes, voir Pickersgill.
Les îles Pickersgill sont un petit archipel rocheux situé au sud-ouest de l'île principale de la Géorgie du Sud-et-les îles Sandwich du Sud.